# Svjetska serija skokova u vodu s litice u Hrvatskoj
Red Bull Svjetska serija skokova u vodu s litice, odnosno Red Bull Cliff Diving World Series održala se u svojih desetak godina postojanja samo jednom u Hrvatskoj i to u prvoj sezoni u povijesti tog natjecanja.  

## Izdanja i pobjednici
Lokacija
2009. Lovrijenac, Dubrovnik
Legenda:
██ ukupni pobjednik serije te sezone
██ najviše bodova na jednom natjecanju te sezone
| Broj skakač(ic)a | Broj skakač(ic)a | Izdanje | Pobjednik                  | Pobjednik                  | Pobjednik                  | # 2                        | # 3                        | Pobjednica                          | Pobjednica                          | Pobjednica                          | # 2                                 | # 3                                 | Ref   |
| ---------------- | ---------------- | ------- | -------------------------- | -------------------------- | -------------------------- | -------------------------- | -------------------------- | ----------------------------------- | ----------------------------------- | ----------------------------------- | ----------------------------------- | ----------------------------------- | ----- |
| M                | Ž                | Izdanje | Skakač                     | Bodovi                     | MP                         | # 2                        | # 3                        | Skakačica                           | Bodovi                              | MP                                  | # 2                                 | # 3                                 | Ref   |
|                  |                  | n/a     | Nepoznata kratica »«       |                            | +                          | Nepoznata kratica »«       | Nepoznata kratica »«       | Nepoznata kratica »«                |                                     | +                                   | Nepoznata kratica »«                | Nepoznata kratica »«                |       |
| •                | •                | 202?.   | Nije održavano u Hrvatskoj | Nije održavano u Hrvatskoj | Nije održavano u Hrvatskoj | Nije održavano u Hrvatskoj | Nije održavano u Hrvatskoj | Nije održavano u Hrvatskoj          | Nije održavano u Hrvatskoj          | Nije održavano u Hrvatskoj          | Nije održavano u Hrvatskoj          | Nije održavano u Hrvatskoj          |       |
| •                | •                | –       | Nije održavano u Hrvatskoj | Nije održavano u Hrvatskoj | Nije održavano u Hrvatskoj | Nije održavano u Hrvatskoj | Nije održavano u Hrvatskoj | Nije održavano u Hrvatskoj          | Nije održavano u Hrvatskoj          | Nije održavano u Hrvatskoj          | Nije održavano u Hrvatskoj          | Nije održavano u Hrvatskoj          |       |
| •                | •                | 2010.   | Nije održavano u Hrvatskoj | Nije održavano u Hrvatskoj | Nije održavano u Hrvatskoj | Nije održavano u Hrvatskoj | Nije održavano u Hrvatskoj | Nije održavano u Hrvatskoj          | Nije održavano u Hrvatskoj          | Nije održavano u Hrvatskoj          | Nije održavano u Hrvatskoj          | Nije održavano u Hrvatskoj          |       |
| 12               | •                | 2009.   | Orlando Duque              | 348.60                     | + 14.50                    | Gary Hunt                  | Artjom Siljčenko           | Natjecanje za žene uvedeno je 2014. | Natjecanje za žene uvedeno je 2014. | Natjecanje za žene uvedeno je 2014. | Natjecanje za žene uvedeno je 2014. | Natjecanje za žene uvedeno je 2014. | [ 1 ] |

Poredak prve trojice u ukupnom poretku na kraju sezone 2009. bio je isti kao na natjecanju u Dubrovniku.

## Vanjske poveznice
- Službena stranica natjecanja